# Criss Angel
« Angeldust » redirige ici.  Pour l'album de Faith No More, voir Angel Dust (album de Faith No More).
Pour les articles homonymes, voir Angel.
Criss Angel (né le 19 décembre 1967 à East Meadow près de New York), nom de scène de Christopher Nicholas Sarantakos, est un magicien et illusionniste américain. Il est également maître de yoga, cascadeur, danseur, acteur et musicien.
Criss Angel s’est créé une apparence et une esthétique influencées par le courant gothique et metal. Il a sa propre collection de vêtements en vente sur son site personnel, ou encore dans sa boutique de l'hôtel Luxor à Las Vegas. Les fans de Criss Angel sont appelés les Loyals.

## Biographie
Durant son enfance, la passion de Criss Angel pour la magie se fait grandissante. Il décide de quitter ses études pour se consacrer à une carrière professionnelle dans la prestidigitation. Angel est d'origine grecque,,.
Criss Angel avec l'aide de Cameron Sokalski s'intéresse à la magie dès le plus jeune âge et commence dès l'âge de 6 ans à pratiquer plusieurs autres arts comme la musique ou la comédie. Il prétend que la douleur ne l'affecte pas car il est en parfait contrôle de tout son corps et son esprit et que dans cet état, tout est possible. Dans des interviews, il prétend que la mort ne lui fait pas peur et que seuls ses proches seraient attristés de sa disparition. Il a lancé la production d’une série de DVD appelée Mastermind à l’usage des magiciens amateurs ou débutants, révélant quelques secrets de ses tours.

### Mindfreak
Criss Angel s’est fait connaître en 2005 grâce à ses émissions télévisées, notamment Mindfreak, diffusé en France sous le nom de Criss Angel : Le Magicien gothique sur la chaîne Planète No Limit et A&E Network dans les pays anglophones. Il y présente des créations d'illusions et des réadaptations de classiques de la magie. Il y fait même des performances de fakirisme. Il s'est entouré d’autres magiciens tels que Banachek, Johnny Thompson (de Las Vegas) ou Luke Jermay et plus récemment Jay Sankey (du Canada).
Criss Angel pratique ce qui est appelé le « street magic » qui consiste à sortir la magie des lieux de spectacles pour l'exercer dans la rue. Ainsi, son émission Mindfreak est principalement tournée en extérieur (très rarement sur scène), dans les rues, les hôtels ou parfois dans des bars. Il a également fait une série d'illusions dans un ranch de l'est des États-Unis. Dans le cadre de cette émission, il fait un usage abondant d'effets spéciaux et son auditoire est principalement composé de complices. Mindfreak est donc principalement de la fiction, les illusions n'étant pas effectuées en temps réel devant public. Il fait également des spectacles en personne aux États-Unis, où plusieurs de ses tours faits à la télévision sont réalisés sur scène. Criss Angel est notamment connu pour ses lévitations et sa façon spectaculaire de scier des femmes en deux.

### Phenomenon
Depuis octobre 2007, Criss Angel est membre du jury de l'émission de télé-réalité Phenomenon avec Uri Geller. Dans une interview sur CNN à propos de l'émission, il déclare à Larry King : « Personne, à ce que je sache, n'est capable de faire quoi que ce soit de surnaturel, psychique, ou de parler aux morts. Et c'est ce que j'ai dit que je ferai pendant Phenomenon. Si quelqu'un arrive en déclarant avoir des capacités psychiques surnaturelles, je vais le démasquer en direct et à la télévision. »
Lors de l'épisode du 31 octobre 2007, le « paranormaliste » Jim Callahan réalise une prétendue invocation de l'auteur Raymond Hill pour découvrir le contenu d'une boîte fermée. Bien que le juge Uri Geller soit impressionné par la performance, Criss Angel déclare qu'elle était « comique » et défie Jim Callahan et Uri Geller de deviner le contenu de deux enveloppes qu'il tire de sa poche, offrant un million de dollars de son propre argent à quiconque serait capable de deviner leur contenu. Dès lors la situation dégénère en une dispute durant laquelle Callahan a accusé Angel d'être un « fanatique idéologique cannibale », puis, après que Criss Angel se fut levé de sa chaise et approché de Jim Callahan, les deux furent séparés alors que le show passa promptement à une coupure publicitaire. Depuis, Criss Angel a révélé le contenu d'une des enveloppes, et a profité de l'occasion pour défier Uri Geller une nouvelle fois. Celui-ci échoue et Criss Angel révèle finalement que l'enveloppe contenait une fiche cartonnée sur laquelle était juste noté « 911 », représentant les attentats du 11 septembre 2001. Il explique que « si le 10 septembre quelqu'un avait prédit que le 11 septembre allait se produire, des milliers de vies auraient pu être sauvées ». Le contenu de l'autre enveloppe sera révélé lors du premier épisode de la saison 4 de Mindfreak.

## Filmographie
- Leçons sur le mariage (Rules of Engagement) : il apparait dans l'épisode 14 de la saison 5.
- Las Vegas : il apparaît dans l'épisode L'Étoile du cachemire (Bold, Beautiful and Blue), 8e épisode de la saison 3, où certains de ses tours sont présentés comme la lévitation, faire passer une carte à travers une vitre ou marcher sur l'eau.
- Les Experts : Manhattan (CSI : New York) : il apparaît dans le rôle de l'illusioniste Luke Blade dans l'épisode Le Prestige (Sleight Out of Hand), 18e épisode de la saison 3.
- Supernatural : il n'apparaît pas dans la série mais le 12e épisode de la 4e saison porte en partie son nom en VO : Criss Angel is a douchebag.
- American Dad! : Il apparaît dans l'épisode 16 de la saison 4, étant l'une des idoles de Roger.
- Ugly Americans : Il apparaît comme étant le frère de Leonard dans l'épisode 2 de la saison 1.
- Dice : Il apparaît dans l'épisode 3 de la saison 1.